# Ołowianka

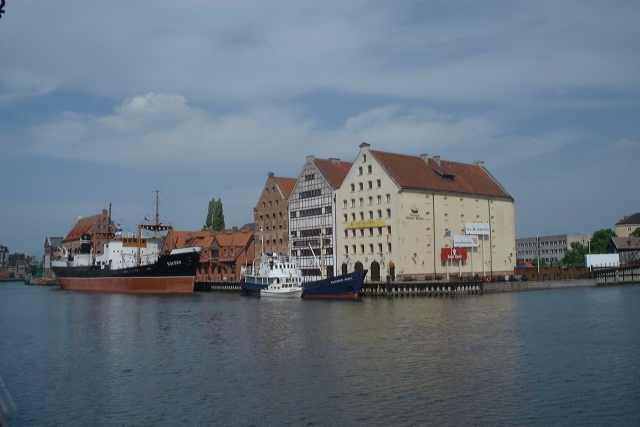
Meeresmuseum mit SS Sołdek

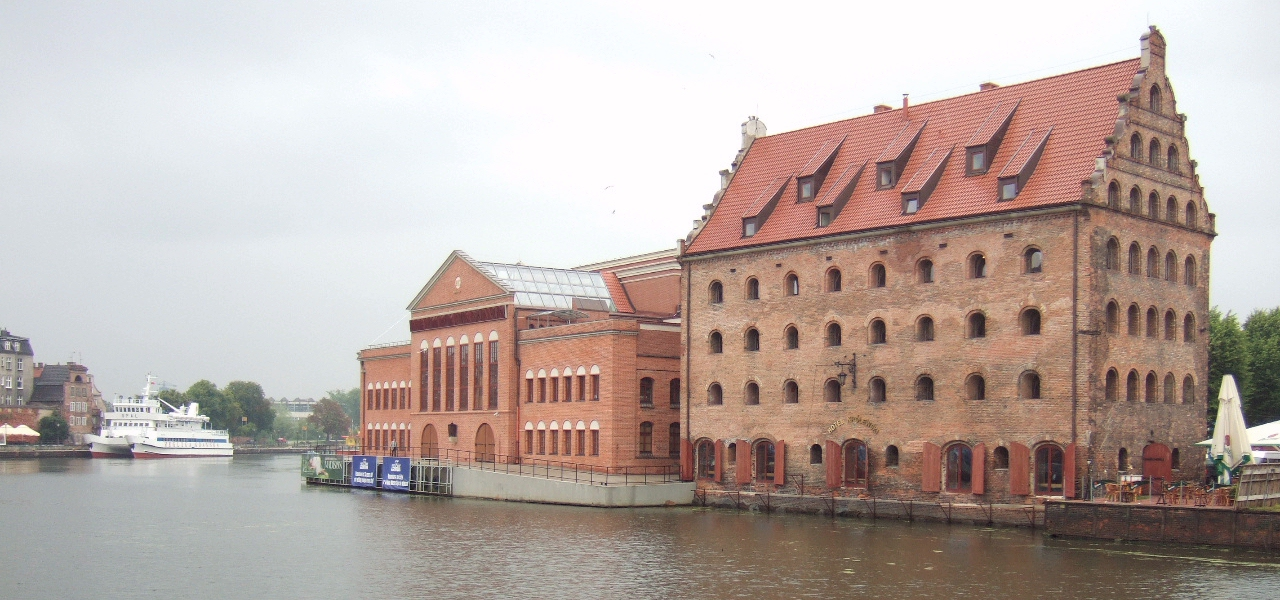
Speicher und Elektrizitätswerk, die heutige Baltische Philharmonie

Ołowianka (deutsch Bleihof) ist eine östlich vom Stadtzentrum gelegene Insel in Danzig. Ołowianka wird von der Motława (Mottlau) und dem Kanał na Stępce (Kielgraben) umflossen. Die erfolgreiche Revitalisierung der zerstörten Bebauung der Insel ist Element des Stadtprojekts „Front zum Fluss“ (Musik- und Kongresszentrum sowie Hotel- und Urlaubsbasis).
Unmittelbar hinter der Insel, an der Brücke am Kielgraben liegt die Danziger Marina. Zwischen den Ausstellungsorten des Nationalen Meeresmuseums auf der Insel und dem Stadtzentrum verkehrt die Fähre Motława.

## Geschichte
In den Zeiten des Deutschen Ordens war dieses Gebiet von großer strategischer Bedeutung. Von der auf der gegenüberliegenden Seite liegenden Burg wurde die Insel zuerst durch eine Brücke und ab 1417 durch eine Fähre verbunden. Bleihof war zu dieser Zeit noch keine Insel. Zur Insel wurde sie erst nach der Anlage des Zimmermacher Grabens im Jahre 1576. Ihren Namen verdankt Bleihof den Bleilagern, die sich hier befanden.
Der östliche Teil der Insel gehörte zur Hafenbrücke. Auf Bleihof befanden sich Zimmererwerkstätten und Bootswerften, die dem Graben ihren Namen gaben. Mit einer langen Kette konnte die Mottlau für Schiffe gesperrt werden. Offenbar funktionierte diese Wasserschranke noch im Jahre 1809.
In den späten sechziger Jahren des neunzehnten Jahrhunderts wurde im Bereich der alten Zimmerei ein Abwasserpumpwerk errichtet, das noch bis heute existiert und voll funktionstüchtig ist. Mit ihr erschienen dort der erste hohe Schornstein und Dampfmaschinen.
Seit dem 17. Juni 2017 verbindet die Fußgänger- und Klappbrücke Kładka die Insel mit der Danziger Altstadt.

## Städtisches Elektrizitätswerk
In den Jahren 1897 bis 1898 wurde auf Bleihof von der Berliner Firma Siemens & Halske ein städtisches Elektrizitätswerk errichtet.
Nach den ursprünglichen Plänen sollte das E-Werk Bleihof die Beleuchtung der Straßen von Danzig und Langfuhr mit Elektrizität versorgen. Am Anfang wurde die Gasbeleuchtung der Großen Allee (heute Aleja Zwycięstwa) ersetzt. Im Jahre 1907 war das Bodennetz nicht länger als 170 km. Es war erst der Anfang des Danziger Stromversorgungsnetzes.
In den letzten Monaten des Zweiten Weltkrieges hat das Unternehmen massive Kriegsschäden erlitten. Zerstört wurde nicht nur die eindrucksvolle Fassade zur Mottlau und der große Industrieschornstein, sondern auch die Decken des Elektrizitätswerks. Schäden an der Anlage wurden sehr schnell beseitigt, so dass bereits im August 1945 die Elektrizitätsproduktion wieder aufgenommen wurde.

## Institutionen und Einrichtungen auf der Insel
- Nationales Meeresmuseum (Narodowe Muzeum Morskie w Gdańsku) (Sitz)
  - Oliwskispeicher
  - Speicher Panna (Jungfrau)
  - Speicher Miedź (Kupfer)
  - Kleiner Speicher
  - Speicher Duża Dąbrowa
  - Museumsschiff SS Sołdek (am Mottlau-Kai)
- Polnische Baltische Philharmonie in Danzig (Polska Filharmonia Bałtycka im. Fryderyka Chopina)
- Königlicher Speicher (zum Hotel Królewski umgebaut)